# Semitogea dubia
Semitogea dubia är en stekelart som beskrevs av Heinrich 1968. Semitogea dubia ingår i släktet Semitogea och familjen brokparasitsteklar. Inga underarter finns listade i Catalogue of Life.